# Edward Eliscu
Edward Eliscu (n. 2 aprilie 1902, New York City, New York, SUA – d. 18 iunie 1998, Connecticut, SUA) a fost un textier, dramaturg, producător și actor american de origine română, un autor de succes de cântece pentru filme.

## Biografie
Edward Eliscu s-a născut în Manhattan, New York, Statele Unite ale Americii pe 2 aprilie 1902. Părinții săi, Frank și Sofia Eliscu s-au născut în România și au emigrat în SUA.
A urmat cursurile liceului „DeWitt Clinton” din Manhattan, fiind coleg de clasă cu regizorul George Cukor. A urmat apoi „City College of New York” și a absolvit cu o diplomă de licență în științe.
Fratele său mai mare, Millton D'Eliscu, a fost ofițer militar, practicant al artelor marțiale, antrenor polisportiv și director de atletism.
După terminarea studiilor, Edward Eliscu a început să joace în piese pe Broadway. Prima sa partitură pentru Broadway, intitulată Great Day (O zi minunată) a fost compusă în anul 1929, împreună cu compozitorul Vincent Youmans și co-textierul Billy Rose. Două cântece cunoscute din acest film au fost „More Than You Know” și „Without a Song”.
Din 1930, Eliscu a început să contribuie cu cântece la coloana sonoră a filmelor, precum și să scrie scenarii pentru filme. El a compus melodii pentru peste 40 de partituri de film. Cântecul „Carioca”, scris împreună cu compozitorul Vincent Youmans și co-textierul Gus Kahn pentru filmul Flying Down to Rio din 1934 cu Fred Astaire și Ginger Rogers le-a adus o nominalizare la Premiile Oscar în 1935 pentru cea mai bună melodie originală.
S-a căsătorit cu dansatoarea și jurnalista Stella Bloch în anul 1931. Amândoi au lucrat în industria cinematografică până când Comitetul pentru activități antiamericane al Camerei Reprezentanților a început să-l investigheze pe Edward în anii 1950, fiind inclus pe „Lista neagră de la Hollywood”. Acest lucru a pus capăt carierei sale în industria cinematografică și mai târziu în cea de televiziune. Edward Eliscu împreună cu vărul soției sale, Mortimer Offner, au părăsit Hollywoodul și s-au întors la New York.
Edward Eliscu a fost inclus în „Songwriters Hall of Fame” în anul 1975.
A murit în 18 iunie 1998, la vârsta de 96 de ani, în Newtown, Connecticut.

## Compoziții

### Selecție de partituri de film și teatru
- Lady Fingers
- The Street Singer
- A Little Racketeer
- Frederica (de asemenea libretist)
- Meet the People (de asemenea producător)
- The Banker's Daughter
- 9:15 Revue
- The Garrick Gaieties (1930)
- The Little Show
- Flying Down to Rio (1933)
- The Gay Senorita (1945)

### Selecție de melodii
- „Happy Because I'm in Love”
- „Ankle Up the Altar”
- „Music Makes Me”
- „Orchids in the Moonlight”
- „Meet the People”
- „A Fellow and a Girl”
- „You Forgot Your Gloves”
- „Without a Song”
- „More Than You Know”
- „I'll Still Belong To You” (Eliscu și Brown)